# Mayumi Abe (Curlerin)
Mayumi Abe (jap. 阿部 真由美, Abe Mayumi; * 7. März 1967 in Hokkaidō) ist eine japanische Curlerin. 
Ihr internationales Debüt hatte Abe bei der Curling-Weltmeisterschaft der Damen 1990 in Västerås, sie spielte dabei als Lead blieb aber ohne Medaille. 1991 wurde sie in Sagamihara Pazifikmeisterin im Curling.
Abe spielte als Second der japanischen Mannschaft bei den XVI. Olympischen Winterspielen 1992 in Albertville im Curling. Die Mannschaft belegte dabei den achten Platz.

## Erfolge
- Pazifikmeisterin 1991